# Mercetaspis sphaerocarpae
Mercetaspis sphaerocarpae är en insektsart som beskrevs av Gómez-menor Ortega 1927. Mercetaspis sphaerocarpae ingår i släktet Mercetaspis och familjen pansarsköldlöss. Inga underarter finns listade i Catalogue of Life.